# Nemoleon madegassus
Nemoleon madegassus är en insektsart som först beskrevs av Luisa Eugenia Navas 1923.  Nemoleon madegassus ingår i släktet Nemoleon och familjen myrlejonsländor. Inga underarter finns listade i Catalogue of Life.